# Louhans
Louhans és un municipi francès situat al departament de Saona i Loira, a la regió de Borgonya - Franc Comtat. El 2020 tenia 6.451 habitants.